# Pavle Perić
Pavle Perić (cyryl. Павле Перић; ur. 7 sierpnia 1998) – serbski siatkarz, reprezentant kraju, grający na pozycji przyjmującego.
Gra w siatkówkę od 10 roku życia. Swoją karierę juniorską zaczynał w klubie OK Vojvodina Nowy Sad. Gdzie później trafił już do seniorskiej drużyny, grając w latach 2016-2021. W letnim okresie transferowym w 2021 roku podpisał kontrakt ze swoim pierwszym zespołem zagranicznym, którym okazał się Mistrz Grecji - Olympiakos Pireus. Brał udział w zeszłorocznej Lidze Narodów 2021 i również w tegorocznej Lidze Narodów 2022. Od sezonu 2022/2023 będzie zawodnikiem tureckiego klubu Fenerbahçe SK.

## Sukcesy klubowe
Liga serbska:
- 2017, 2018[5], 2019, 2021

Superpuchar Serbii:
- 2019, 2020

Puchar Serbii:
- 2020

Liga grecka:
- 2022[6]

Liga turecka:
- 2023[7]